# Cerise
Pour les articles homonymes, voir Cerise (homonymie).
Ne doit pas être confondu avec cerisier-fleur.

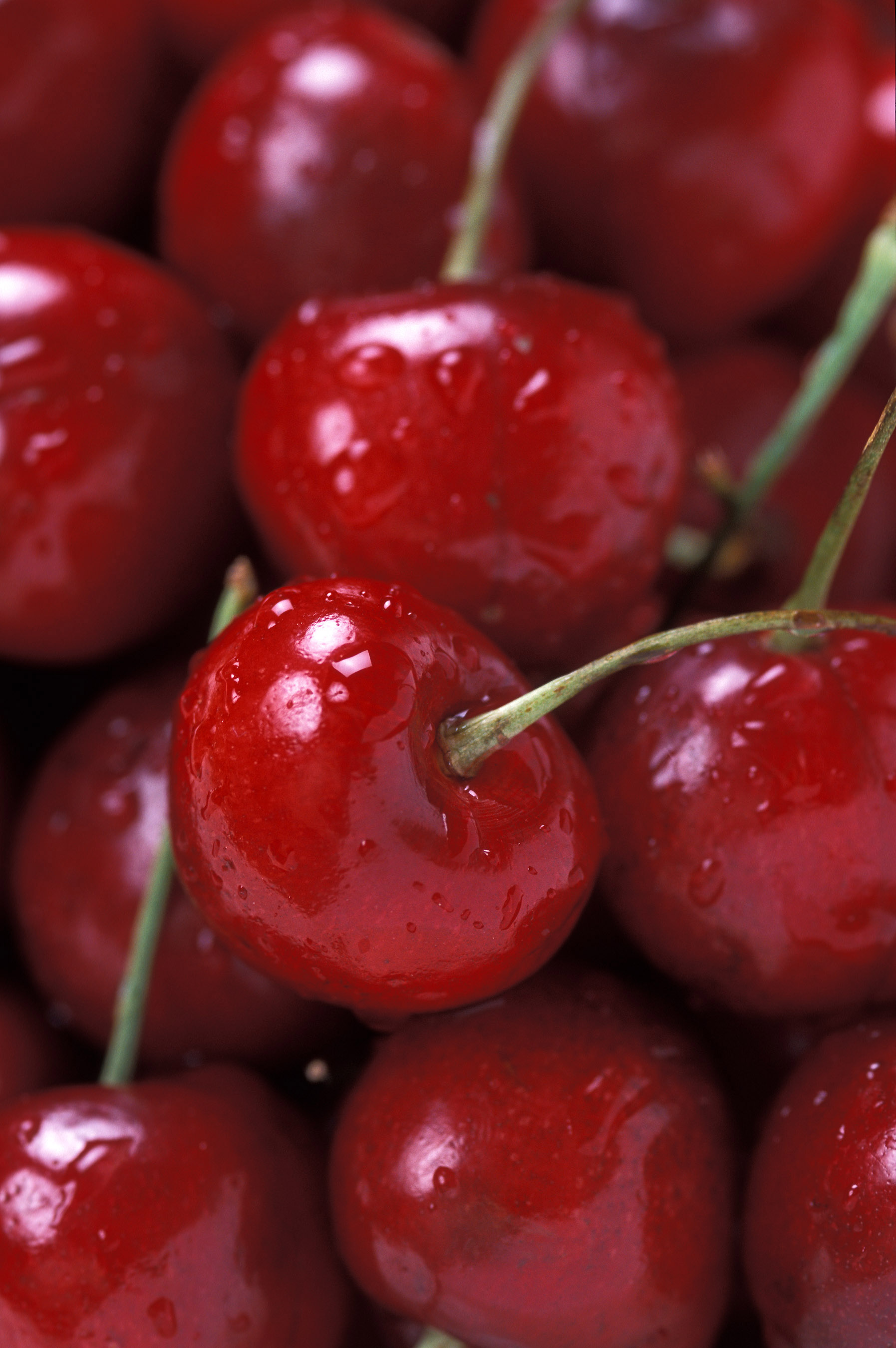
Cerises rouges.

La cerise est le fruit comestible du cerisier. Il s'agit d'une drupe (fruit charnu à noyau), de forme sphérique, de couleur généralement rouge plus ou moins foncé jusque noire, plus rarement jaune. Ce petit fruit compte environ 50 calories pour 100 grammes. La fleur est généralement blanche.
Il en existe plus de 600 variétés, dont les plus connues sont la Burlat et la Cerise de Montmorency. Les cerises se récoltent de fin mai à mi-août dans l' hémisphère nord.

## Variétés
Les variétés de cerises se distinguent par leur goût :
- Sucrées : bigarreaux (Burlat, Reverchon, Van, Napoléon, Cœur de pigeon..) et guignes (noire d'Itxassou, Belle de Mai, Early River...) ;
- Acidulées : griottes (Belle de Montmorency, de Kleparow...) ;
- Amères : amarelles (Montmorency, Amarena...) ;
- Douces : cerises vraies (Impératrice Eugénie, Anglaise hâtive...)[1].

## Histoire et étymologie

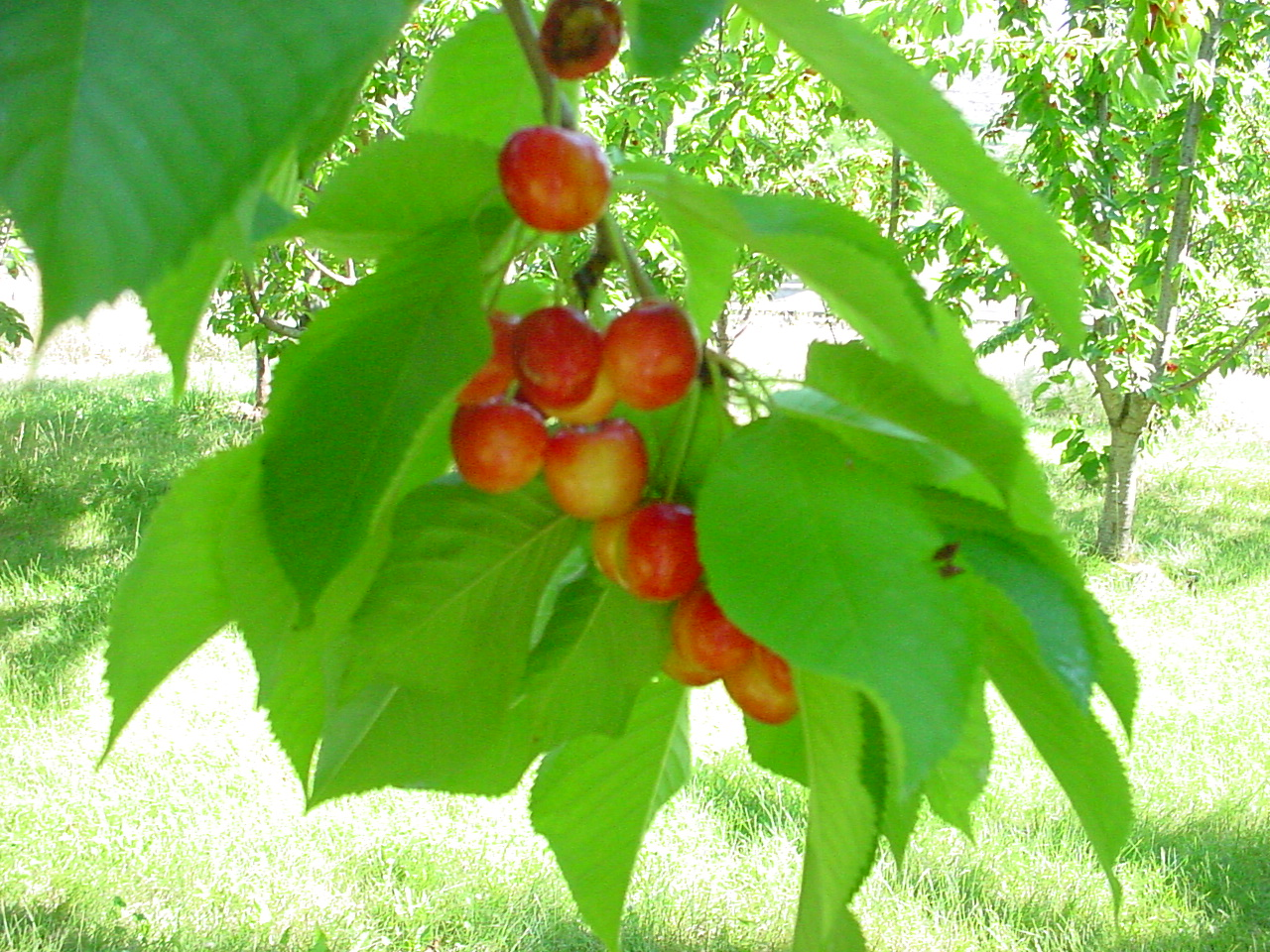
Cerises blanches.

Le cerisier sauvage ou merisier, Prunus avium est présent en Europe dès l'époque néolithique, comme l'attestent les découvertes archéologiques.
Les cultivars de cerises douces sont très proches des formes du Prunus avium sauvage que l'on trouve dans toute l'Europe tempérée, dans le Caucase et le Nord de la Turquie. Les fruits de ce merisier sauvage sont de la même couleur rouge foncé. Mûrs, ils ont une chair sucrée mais qui peut être amère, sans être acide. Avant d'être cultivées, ces merises sauvages étaient récoltées comme l'attestent les noyaux trouvés sur des sites néolithiques et de l'Âge du Bronze, en Europe centrale.
La culture du cerisier pour ses fruits remonterait au  IVe siècle avant notre ère, d'après les traces archéologiques trouvées en Asie Mineure (Caucase, Anatolie). Les premières cultures seraient grecques puis romaines. La cerise aurait été rapportée de Cerasus du Pont à Rome par Lucullus, après sa campagne contre Mithridate,.
Jules Verne, dans un ouvrage peu connu Kéraban-le-Têtu, fait passer ses héros le long de la mer Noire en direction d’Istanbul, ils traversent alors une ville nommée Giresun où « le cerisier abonde ». L'auteur mentionne aussi le fait que le bois de ces arbres est utilisé également pour faire des pipes.
Les termes français cerise, anglais cherry (issu du normand cherise, avec [z] pris pour un pluriel), espagnol cereza, allemand Kirsche, vieil anglais cirse procèdent tous du latin vulgaire *cerĕsia, issu lui-même du bas latin ceresium pour cerasium, emprunt au grec κερἀσιον / kerásion. La cerise a donné son nom à des villages et à des familles.
En France, le cerisier fut cultivé pour le commerce dès le haut Moyen Âge ; ses fruits délicats et sucrés étaient appréciés, mais aussi son bois, à la texture et à la finesse délicates.
On trouve des cerisiers dans les jardins de l'aristocratie, comme ceux de Marguerite de Flandre au château de Rouvres en 1375 ou ceux de Charles V à l'hôtel Saint-Pol à Paris.
Jean Morelot, de Fontenoy-le-Château, qui rapporta de ses voyages en Asie Mineure des plants de cerisiers, fut anobli en 1585 par le duc de Lorraine ; lui ont été octroyées des armes portant un « cerisier de sinople fruité de gueules ».
Cependant, c’est à Louis XV, qui aimait beaucoup ce fruit, que l’on doit l’optimisation et la culture intensive du cerisier moderne en France.
À l'Époque moderne, des cerisiers sont cultivés près des marchés urbains. Grâce à la sélection de variétés greffées à des merisiers, la période où ils donnent des fruits, seulement fin mai à l'origine, s'étend jusqu'à début juillet désormais. Ces arbres bordent aussi routes seigneuriales et royales. À la fin du XVIIIe siècle, Paris recevrait 7000 à 8000 paniers de cerises par jour de la vallée de Montmorency (cerise de Montmorency).
Si la cerise n'est pas considérée de façon aussi banale que la pomme ou la prune, elle n'atteint pas, à cette époque, le prestige de la poire et de la pêche. Les cerises de Montmorency et de Meudon restent toutefois prisées de la noblesse. Surexploitée, la variété de Montmorency s'abâtardit progressivement jusqu'au XIXe siècle.

## Production
La récolte des fruits se fait en général entre fin mai et mi-août, selon les variétés. Il faut généralement compter 45 jours entre la date de floraison et la date de maturité des fruits.
Les ravageurs principaux de la cerise sont la Drosophila suzukii et la mouche de la cerise. La lutte se fait par insecticide ou par traitement biologique (argile blanche, pulvérisation d'ail liquéfié, agent entomopathogène de type Beauveria bassiana).

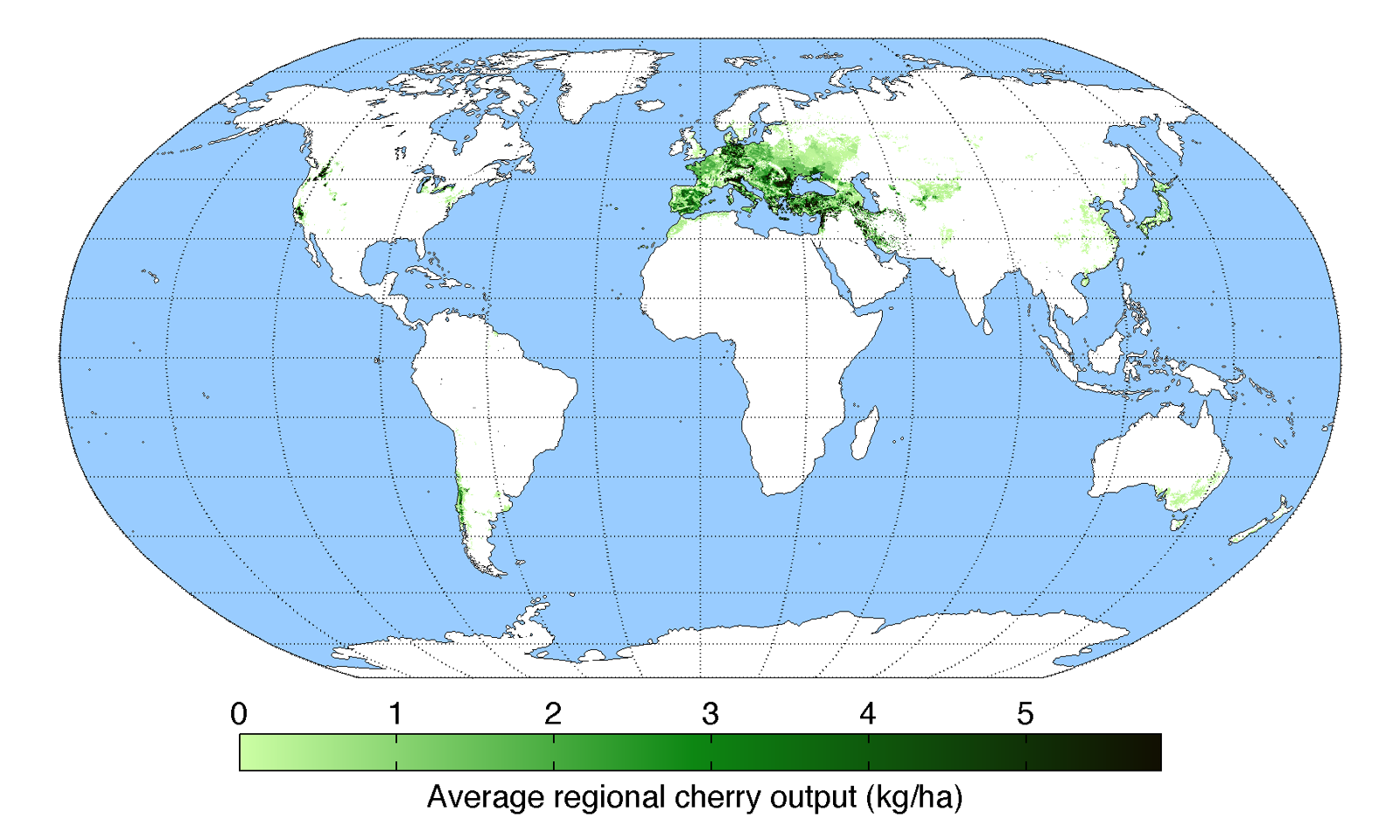
Production moyenne régionale de cerises (University of Minnesota Institute).

### Production mondiale
| Production en tonnes. Chiffres 2023 Données de FAOSTAT (FAO) |         |
| Turquie                                                      | 639 564 |
| États-Unis                                                   | 312 430 |
| Ouzbékistan                                                  | 172 035 |
| Chili                                                        | 155 935 |
| Iran                                                         | 137 268 |
| Italie                                                       | 114 798 |
| Espagne                                                      | 106 584 |
| Roumanie                                                     | 90 837  |
| Grèce                                                        | 90 290  |
| Ukraine                                                      | 84 640  |
| Pologne                                                      | 59 957  |
| Bulgarie                                                     | 55 309  |
| Syrie                                                        | 54 200  |
| Russie                                                       | 46 400  |
| Allemagne                                                    | 44 223  |
| Chine                                                        | 37 577  |
| France                                                       | 31 380  |
| Canada                                                       | 27 871  |
| Albanie                                                      | 19 210  |
| Serbie                                                       | 19 153  |
| Liban                                                        | 18 777  |
| Japon                                                        | 18 100  |
| Portugal                                                     | 17 461  |
| Australie                                                    | 15 964  |
| Maroc                                                        | 13 665  |
| Arménie                                                      | 12 517  |
| Moldavie                                                     | 12 352  |
| Bosnie-Herzégovine                                           | 11 832  |
| Hongrie                                                      | 11 817  |
| Azerbaïdjan                                                  | 11 062  |
| Inde                                                         | 10 950  |
| Autriche                                                     | 10 937  |
| Algérie                                                      | 8 818   |
| Argentine                                                    | 7 285   |
| Suisse                                                       | 6 113   |
| Macédoine du Nord                                            | 5 824   |
| Tunisie                                                      | 5 712   |
| Belgique                                                     | 5 500   |
| Kirghizistan                                                 | 5 043   |
| Géorgie                                                      | 4 400   |
| Biélorussie                                                  | 3 865   |
| Royaume-Uni                                                  | 3 568   |
| Israël                                                       | 3 000   |
| Tchéquie                                                     | 2 714   |
| Guyana                                                       | 2 359   |
| Nouvelle-Zélande                                             | 2 302   |
| Monténégro                                                   | 2 077   |
| Pakistan                                                     | 1 964   |
| Croatie                                                      | 1 360   |
| Suriname                                                     | 1 256   |
| Palestine                                                    | 1 212   |
| Albanie                                                      | 19 210  |
| Serbie                                                       | 19 153  |
| Liban                                                        | 18 777  |
| Japon                                                        | 18 100  |
| Portugal                                                     | 17 461  |
| Australie                                                    | 15 964  |
| Maroc                                                        | 13 665  |
| Arménie                                                      | 12 517  |
| Moldavie                                                     | 12 352  |
| Bosnie-Herzégovine                                           | 11 832  |
| Hongrie                                                      | 11 817  |
| Azerbaïdjan                                                  | 11 062  |
| Inde                                                         | 10 950  |
| Autriche                                                     | 10 937  |
| Slovénie                                                     | 1 212   |
| Norvège                                                      | 1 017   |
| Danemark                                                     | 1 004   |
| Slovaquie                                                    | 913     |
| Bolivie                                                      | 879     |
| Lituanie                                                     | 678     |
| Jordanie                                                     | 671     |
| Kazakhstan                                                   | 513     |
| Afrique du Sud                                               | 410     |
| Chypre                                                       | 380     |
| Pays-Bas                                                     | 328     |
| Mexique                                                      | 178     |
| Estonie                                                      | 119     |
| Suède                                                        | 90      |
| Lettonie                                                     | 73      |
| Luxembourg                                                   | 10      |
| Pérou                                                        | 4       |

En dix ans, la production mondiale de cerises douces a progressé de 17 %. En 2009, la Turquie reste le premier producteur mondial, les États-Unis sont montés au second rang.

### Production française
Les premières cerises de l'année viennent systématiquement de la région de Céret (Pyrénées-Orientales) dès le mois de mars et un cageot des premières cerises de l'année est envoyé chaque année au président de la République depuis 1932.
En 2017 la production française est de 39 936 tonnes. La surface cultivée est de 8 009 hectares, soit un rendement de 5 tonnes à l'hectare. Les principaux départements producteurs sont le Vaucluse (13 900 tonnes) le Gard, le Rhône, la Drôme. Le commerce extérieur est déficitaire : 2 664 tonnes produites sont exportées mais 6 404 tonnes sont importées.

## Valeurs nutritionnelles
La cerise douce est riche en sucre et assez énergétique. C'est une bonne source de fibres alimentaires et de vitamine C.
| Cerise, fraîche (teneur pour 100 g d'aliment comestible, d'après ANSES) |                     |                     |                             |
| eau : 81,1 g                                                            | cendres totales : g | fibres : 1,7 g      | valeur énergétique : 282 kJ |
| protéines : 1,2 g                                                       | lipides : 0,27 g    | glucides : 14,1 g   | sucres simples : 14,1 g     |
| oligo-éléments                                                          |                     |                     |                             |
| potassium : 215 mg                                                      | magnésium : 9,9 mg  | phosphore : 21,8 mg | calcium : 11 mg             |
| sodium : 2 mg                                                           | cuivre : 0,06 mg    | fer : 0,3 mg        | zinc : 0,07 mg              |
| vitamines                                                               |                     |                     |                             |
| vitamine C : 9 mg                                                       | vitamine B1 : 30 µg | vitamine B2 : 30 µg | vitamine B3 : 400 µg        |
| vitamine B5 : 200 µg                                                    | vitamine B6 : 50 µg | vitamine B9 : 15 µg | vitamine B12 : 0 µg         |
| vitamine D : 0 µg                                                       | rétinol : 0 µg      | vitamine E : 200 µg | Bêta-carotène : 54 µg       |

## Composition phénolique
La cerise douce contient des composés phénoliques qui contribuent à son activité anti-oxydante. On trouve principalement des acides phénols (des acides chlorogéniques, de l'acide férulique et hydroxybenzoïque) et des flavonoïdes (avec une dominance des anthocyanosides).
- Les acides chlorogéniques se trouvent aussi dans les boissons de café robusta ou les prunes avec environ la même teneur que dans la cerise douce et dans les pruneaux, mais avec une teneur double. Ces acides ont une activité antioxydante, anxiolytique[11] (à forte dose) et pourrait jouer un rôle dans la prévention du diabète de type 2.
- Les cerises douces et crues contiennent des flavanols (ou catéchines) comme les pommes ou les raisins. Elles contiennent aussi des oligomères et polymères de flavanols, appelés « tanins condensés » ou « proanthocyanidol » mais en quantité relativement modérée comparée aux prunes. Ces molécules ont une activité vasodilatatrice (par activation de l'oxyde nitrique synthase eNOS).
- Les anthocyanosides sont des pigments naturels responsables de la coloration rouge, pourpre des fruits. Outre les cerises, on les trouve aussi dans les myrtilles. Le mûrissement des fruits se traduit par un accroissement de la concentration de pigments anthocyanosides[12] et des sucres ainsi qu'une diminution de la concentration des acides. Les pigments anthocyanosidiques diminuent la perméabilité des capillaires et augmentent leur résistance[13] et comme beaucoup de composés phénoliques, ce sont des piégeurs de radicaux libres.
- Les flavonols (quercétol et kaempférol) et leurs hétérosides sont des métabolites secondaires des plantes[14]

| ACIDES CHLOROGENIQUES, en mg/100g MF                                                            |                                                                                               |
| Acide 3-caféylquinique : 44,71 Acide 3-férulylquinique : 0,43 Acide 3-p-coumarylquiniqe : 38,43 | Acide 4-caféylquinique : 0,77 Acide 4-p-coumarylquinique : 1,27 Acide 5-caféylquinique : 2,20 |

| FLAVANOLS                                                                                               |
| --- |
| (+)-catéchol : 1,50 (-)-épicatéchol : 7,78 (-)-épigallocatéchol : 0,05 (-)-épicatéchol 3-gallate : 0,09 |

| PROANTHOCYANIDOLS oligomères |
| --- |
| (astringence) Procyanidol B1 : 0,23 Procyanidol B2 : 2,10 Procyanidol B3 : 0,08 Procyanidol B4 : 0,18 Procyanidol B5 : 0,20 Procyanidol B7 : 1,01 Procyanidol C1 :1,85 |

| FLAVANOLS                                                                                               |
| --- |
| (+)-catéchol : 1,50 (-)-épicatéchol : 7,78 (-)-épigallocatéchol : 0,05 (-)-épicatéchol 3-gallate : 0,09 |

| PROANTHOCYANIDOLS oligomères |
| --- |
| (astringence) Procyanidol B1 : 0,23 Procyanidol B2 : 2,10 Procyanidol B3 : 0,08 Procyanidol B4 : 0,18 Procyanidol B5 : 0,20 Procyanidol B7 : 1,01 Procyanidol C1 :1,85 |

Il n'y a pas de mesure absolue de l'activité antioxydante des aliments mais diverses méthodes qui, lorsqu'elles sont appliquées à des listes de produits, permettent de faire des comparaisons significatives. Ainsi, le Nutrient Data Laboratory de Beltsville donne dans sa table de 2010, le classement suivant le score ORAC :
| Activité antioxydante ORAC de quelques fruits total ORAC μmol TE/100 g, d'après USDA database |        |
| Produit                                                                                       | T-ORAC |
| Raisin sec doré, seedless                                                                     | 10 450 |
| Prune, crue                                                                                   | 6 100  |
| Pomme Red Delicious, avec la peau                                                             | 4 275  |
| Cerise douce, crue                                                                            | 3 747  |
| Pomme Golden Delicious, crue, avec la peau                                                    | 2 670  |
| Pêche, crue                                                                                   | 1 922  |
| Orange Navel, crue                                                                            | 1 819  |
| Kiwi, cru                                                                                     | 862    |

## Utilisation

### Pour l'alimentation

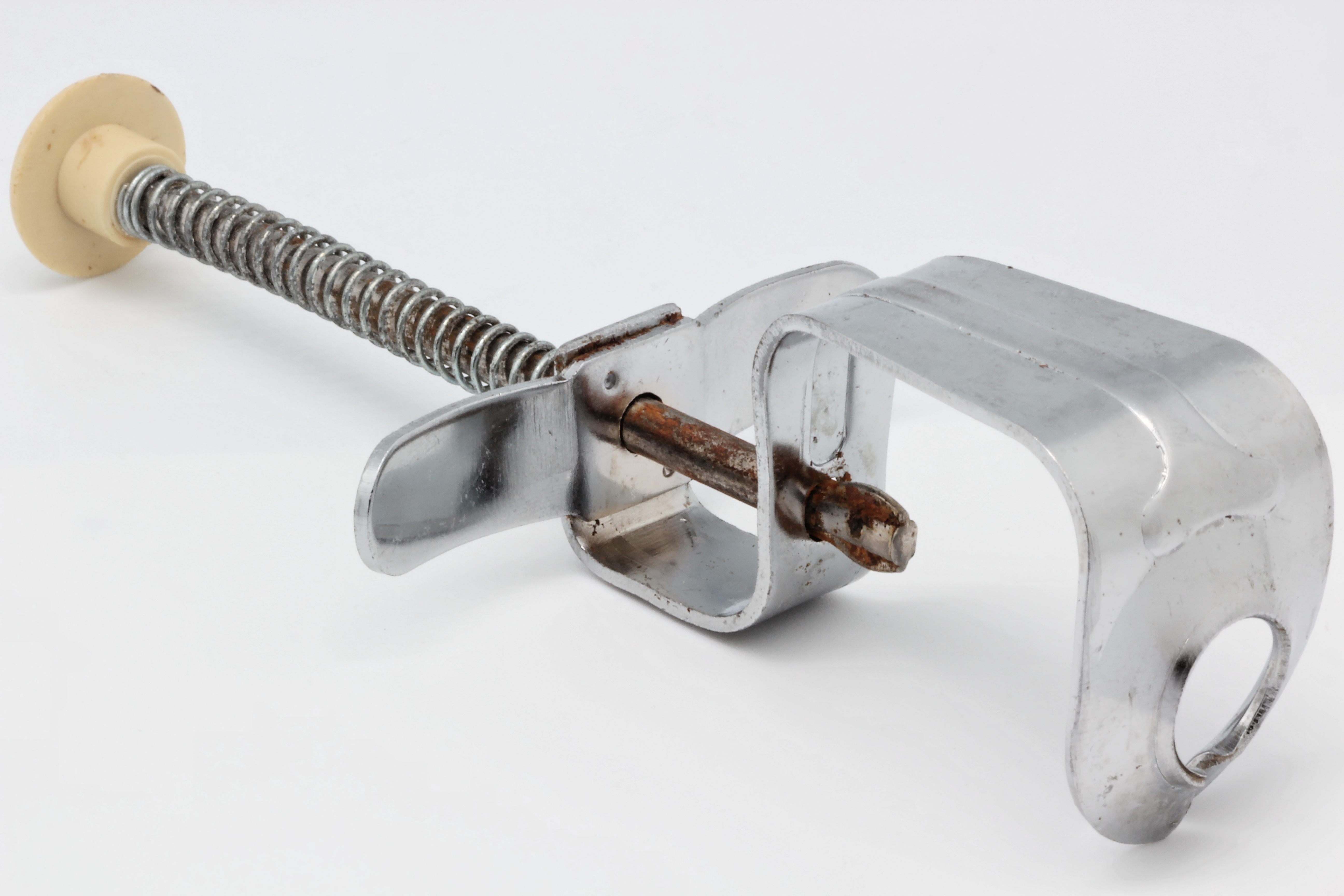
Le dénoyauteur de cerise permet de retirer le noyau des cerises.

Les cerises se consomment nature, au sirop (amarena), à l’eau de vie, en confiture, en pâtisserie et même en tisane :
- fruit frais, juteux, parfois acidulé ; les plus appréciés sont les bigarreaux, mais certaines variétés supportent mal le transport. La cerise à croquer doit être charnue et brillante, avec un pédoncule bien vert ;
- conserves à l’eau-de-vie : ce sont les griottes qui conviennent le mieux à cet usage ;
- confitures ;
- pâtisserie : tarte, clafoutis, mendiant, gâteau basque, etc.
- boisson, par distillation ou macération, pour la préparation du kirsch (Alsace, Franche-Comté), du guignolet (Anjou), du marasquin, ou maraschino en italien (Dalmatie), de la kriek (Belgique) et de la ginjinha au (Portugal).

Il existe aussi des recettes locales :
- macérées au moins un jour dans du vin rouge sucré (recette catalane) ;
- macérées au moins trois jours dans du vinaigre (sans les queues) pour accompagner les farces et le gibier, une recette allemande.

Le noyau de la cerise contient de l’amygdaline.

### Pour la santé
Les cerises fraîches sont très riches en vitamine C, en vitamine B3 et sont légèrement laxatives. Elles contiennent des sucres (15 g pour 100 g, dont le lévulose), de la pectine (utile pour les confitures).
Le potassium qu’elle contient lui donne des propriétés diurétiques et ses fibres stimulent le fonctionnement intestinal.
Leur teneur calorique reste raisonnable de 65 à 68 kcal pour 100 g.
Les pédoncules, ou queues de cerises, se préparent en décoction et sont utilisées notamment contre l’inflammation des voies urinaires, la cystite, la goutte et l’hydropisie.
Le cerisier appartient à la sous-famille des Prunoïdées (ou Amygdaloïdées) qui élaborent des hétérosides cyanogénétiques (prulaurasoside surtout contenu surtout dans les feuilles et les fleurs, amygdaloside présent surtout dans le noyau), qu'un complexe enzymatique, l'émulsine, décompose en glucose, aldéhyde benzoïque, essence à parfum caractéristique et acide cyanhydrique, ce dernier composé étant violemment toxique. La consommation des amandes de noyaux de cerises est donc dangereuse,.

### Interdiction de traitement au diméthoate
La France, depuis 2016, l'Italie et l'Espagne ont interdit la vente de produits traités avec du diméthoate, insecticide destiné à lutter contre la mouche de la cerise (drosophila suzukii) qui fait des ravages dans la filière arboricole et particulièrement chez les producteurs de cerises, car les larves de cet insecte détruisent les fruits et les pertes de production peuvent être considérables. Il n'est pas interdit par l'Union européenne et certains pays l'utilisent. Pour éviter une situation de distorsion de concurrence défavorable à ses producteurs, la France interdit en 2019 l'importation et la mise sur le marché de cerises fraîches en provenance de ces pays où l'utilisation du diméthoate est autorisée,.

## Dans la culture

### Noms et expressions

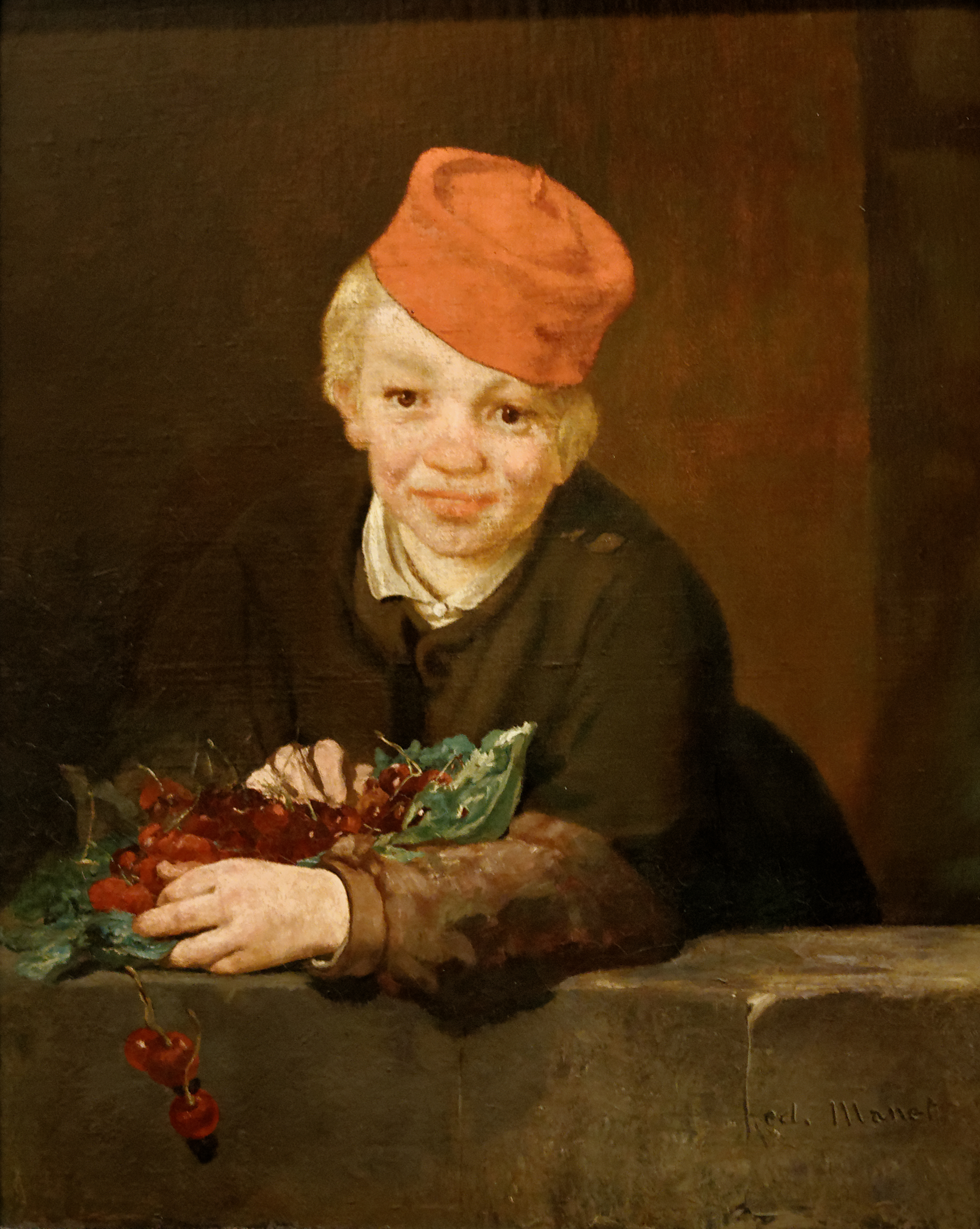
L'enfant aux cerises, Édouard Manet.

Le nom de la cerise désigne, par analogie, d'autres fruits. Il désigne aussi le fruit du caféier, qui contient deux noyaux, et les grains de café, par analogie à cause de leur couleur rouge. On parle aussi de tomate cerise à propos des variétés de tomates à petits fruits.
Cerise peut être un prénom. En France, un arrêt de la 1re chambre civile de la Cour de cassation en date du 10 juin 1981 (connu sous le nom d'arrêt « Cerise ») a rappelé que : « d'après l'article I de la loi du 11 germinal an XI relative aux prénoms et aux changements de nom, peuvent notamment être reçus comme prénoms les noms en usage dans les différents calendriers […] les parents peuvent choisir comme prénoms, sous la réserve générale que dans l'intérêt de l'enfant ils ne soient pas jugés ridicules, les noms en usage dans les différents calendriers » et qu'« il n'existe aucune liste officielle des prénoms autorisés. »
La cerise apparaît dans plusieurs expressions et proverbes. On la rencontre dans plusieurs proverbes français : « avoir la cerise » ou « avoir la guigne », c’est manquer de chance. « Mettre une cerise sur le gâteau », c’est terminer une activité. « C’est la cerise sur le gâteau » signifie (parfois ironiquement) « c’est le petit détail final qui parfait une réalisation ».
Par tradition, dans les bataillons français de chasseurs à pied ou alpins, « bleu cerise » est employé à la place de « rouge » pour désigner cette dernière couleur, sauf dans trois cas : la couleur du drapeau ; l'insigne ou le ruban de la Légion d'honneur ; « les lèvres de la femme aimée ».
En physique, on parle de rouge cerise quand un métal porté à incandescence atteint une température d’environ 900 °C.

### Musique
La chanson Le Temps des cerises fut longtemps un symbole révolutionnaire ouvrier fort et, à ce titre, fut longtemps interdite dans de nombreux pays. La  Cerise est aussi le titre d'une chanson de Matmathah.

### Littérature
L'écrivain et philosophe suisse de langue française, Jean-Jacques Rousseau, consacre un chapitre de son autobiographie intitulée  Les Confessions (ouvrage posthume paru en 1782) à un moment particulier de sa vie qu'il intitule « l'idylle des cerises ».
En 1969, l'écrivain français René Fallet publie le roman Comment fais-tu l'amour, Cerise ? chez Denoël. Une œuvre musicale en est tirée : Cerise (comment fais-tu l'amour, Cerise ?), paroles René Fallet, musique Paul Louka, publiée en 1976 chez Babel. Une adaptation théâtrale du roman est créée par la Compagnie XYZ.

### Sport
Il existe un sport consacré au cracher de noyau de cerise. Des championnats sont organisés en Suisse et en Europe. Pour la fête annuelle de la cerise de Céret, un pinyodrome est dressé pour le concours amateur de cracher de noyau de cerises, avec régulièrement des lancers de plus de 10 mètres.

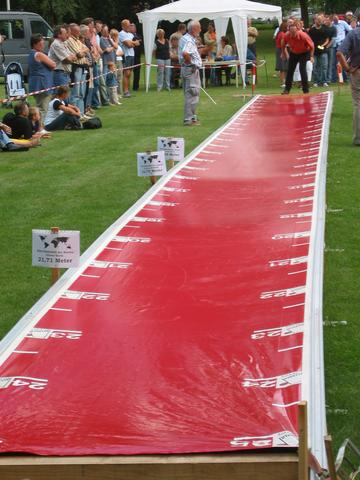
Championnat du monde à Düren (Allemagne).
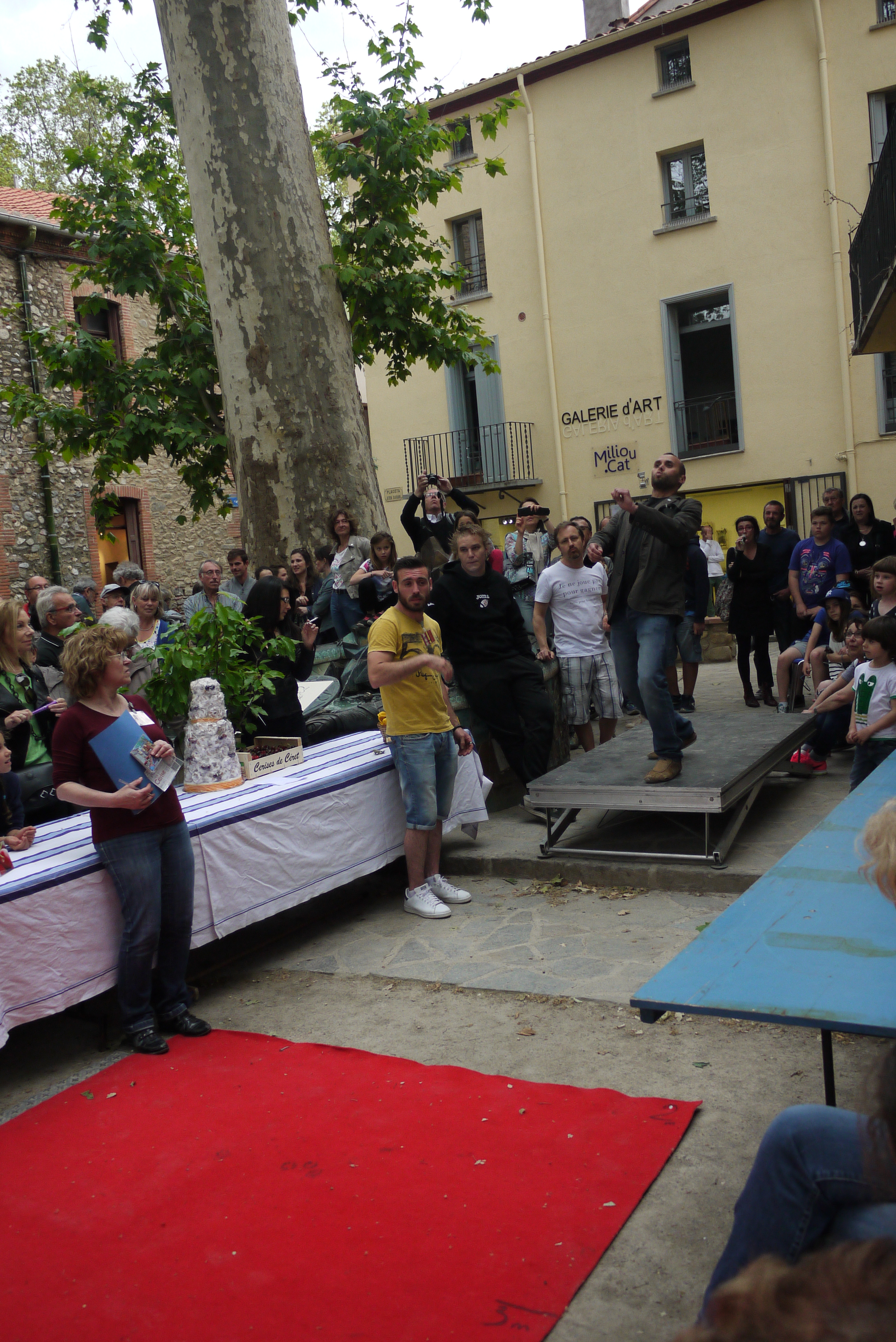
Concours du cracher de noyau de cerise à Céret.

## Calendrier
Le 19e jour du mois de messidor (des moissons) du calendrier républicain / révolutionnaire français est dénommé jour de la cerise, généralement chaque 7 juillet du calendrier grégorien.